# Mike Kelley
Mike Kelley (* 27. Oktober 1954 in Wayne, Michigan; † vermutlich 31. Januar 2012 in Los Angeles, Kalifornien) war ein US-amerikanischer Installations- und Performancekünstler. Kelley beschäftigte sich in seinen Arbeiten und Texten mit Weltanschauungssystemen und den psychischen Abhängigkeiten der darin gefangenen Menschen. Kelley beschrieb seine künstlerische Auseinandersetzung 1992 in einem Interview folgendermaßen: „Wenn du dich mit dem Teufel einlässt, veränderst nicht du den Teufel. Der Teufel verändert dich.“

## Leben
Kelley wurde in eine streng römisch-katholische Familie geboren und hatte vier Geschwister. Sein Vater war Schul-Hausmeister und seine Mutter arbeitete als Köchin in den Kantinen der örtlichen Ford-Werke. 1976 machte er einen Abschluss als Bachelor of Fine Arts an der University of Michigan, Ann Arbor, und 1978 den Master of Fine Arts am California Institute of the Arts, Valencia, Kalifornien. Zu seinen Lehrern zählte die Performerin Laurie Anderson und der Konzept-Künstler John Baldessari. 1977 gründete er mit Tony Oursler die Punk-Band The Poetics, die bis 1983 existierte.
Einer größeren Öffentlichkeit wurde Kelley seit 1986 mit Rauminstallationen bekannt, bei denen er auf Flohmärkten gesammelte, bunte Plüschtiere, Häkeldecken und Puppen zu kitschigen, zugleich aber auch irritierenden Gruppen anordnete. 1992 wurde eines seiner Werke, eine Stoffpuppe, als Coverbild für das Sonic-Youth-Album Dirty verwendet. Die erste Auflage der CD enthielt zudem eine Fotografie Kelleys, auf der die Performance-Künstler Bob Flanagan und Sherry Rose nackt in anstößigen Posen mit lebensgroßen Stoffpuppen zu sehen sind.
Kelley nahm 1992 an der Documenta 9 und 1997 an der Documenta 10 in Kassel teil. 1995 zeigte das Münchner Haus der Kunst (als Übernahme des Whitney Museum of American Art) eine Retrospektive Catholic Tastes/Katholische Vorlieben. Vom 9. Juni bis 1. Oktober 2000 konnte in der Städtischen Galerie im Lenbachhaus und Kunstbau München die Installation Alma Pater (Wolverine Den) besichtigt werden.
2007 zeigte Kelley auf der Skulptur.Projekte in Münster einen Petting Zoo/Streichelzoo, einen runden mit Videobildschirmen ausgestatteten Pavillon, in dem Schafe, Ziegen und Ponys angefasst werden konnten. „Mit Objekten und Installationen, aber auch Performances lenkt er den Blick auf unterschwellig vorhandene kollektive Ängste und Begehren, die er vor allem in der amerikanischen, religiös geprägten Mittelklasse lokalisiert“.
Kelley lebte und arbeitete in Los Angeles. Am 31. Januar 2012 wurde er tot in seinem Haus in South Pasadena aufgefunden. Die Polizei vermutete, dass er sich das Leben genommen habe.

## Auszeichnungen
- 2006: Wolfgang-Hahn-Preis
- 2003: Guggenheim-Stipendium
- 1990: National Endowment for the Arts Museum Program Exhibition Grant
- 1984: Louis Comfort Tiffany Foundation Grant

## Öffentliche Sammlungen
- Pinakothek der Moderne, München (Sammlung Stoffel)
- Sammlung Brandhorst, München

## Ausstellungen
- Juni–Oktober 2004: Mike Kelley – Das Unheimliche – MUMOK, Museumsquartier Wien[5][6]
- März–September 2024: Mike Kelley. Ghost and Spirit – Kunstsammlung Nordrhein-Westfalen, K21, Düsseldorf